# Uncle Kracker

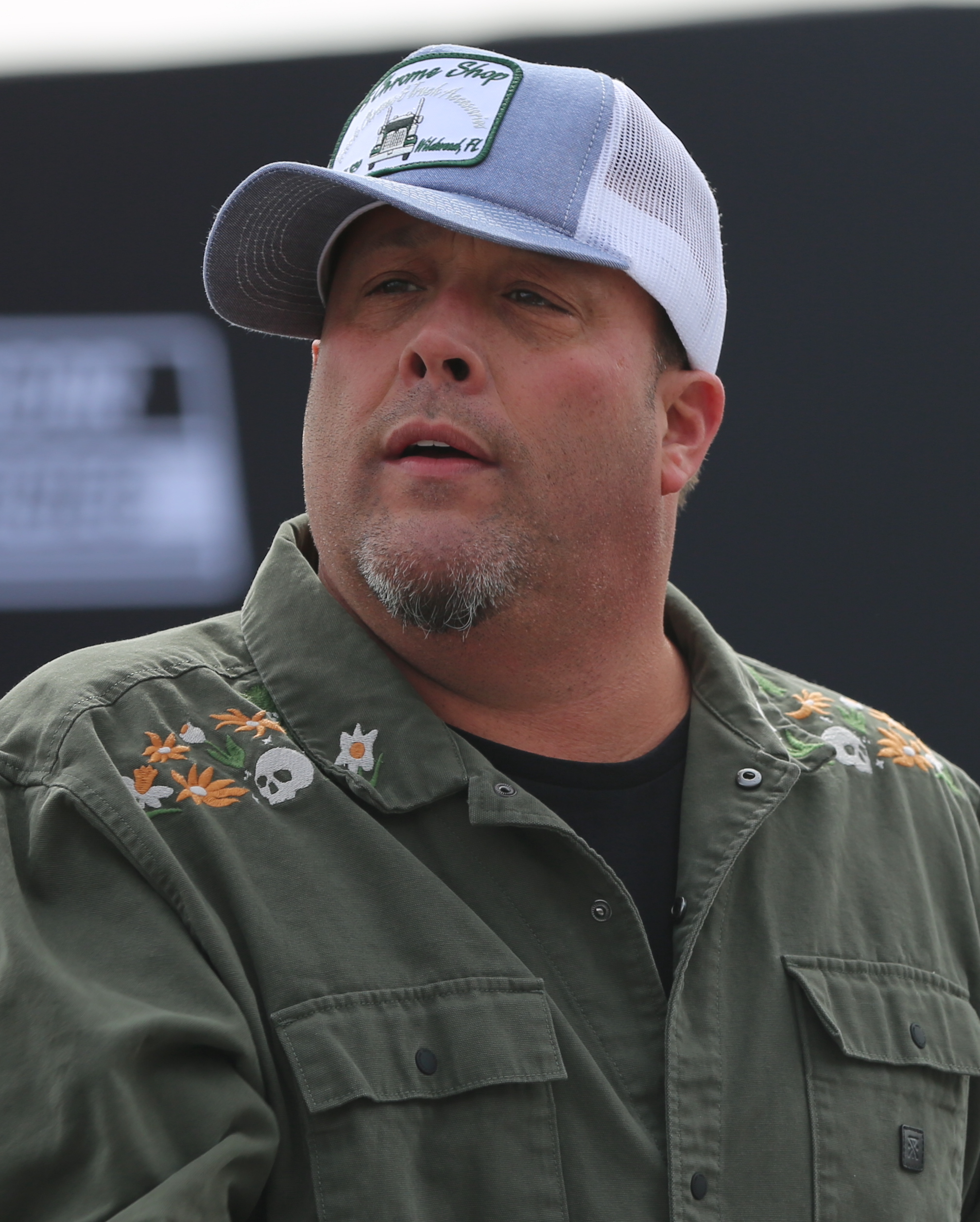
Uncle Kracker (2023)

Uncle Kracker (* 6. Juni 1974 in Mount Clemens, Michigan als Matthew Shafer) ist ein US-amerikanischer Rockmusiker.

## Leben und Karriere

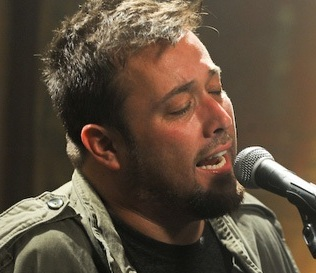
Uncle Kracker (2012)

Er begann seine Karriere früh als Rapper. 1987 traf er Kid Rock, für den er als DJ arbeitete. Die beiden wurden Freunde. Im Jahre 2000 begann Kracker, solo zu arbeiten. Sein erstes Album Double Wide entstand im Tourbus, mit dem Kid Rock und Kracker 1999 und 2000 unterwegs waren. Die Single Follow Me wurde ein Hit, das Album wurde bisher zweifach mit Platin ausgezeichnet. 2002 erschien das zweite Album No Stranger to Shame mit dem Hit In a Little While. Es vereint Rock mit Blues, Rap, Country und Swing. Seventy-Two and Sunny (2004) war ein reines Country-Blues-Album ohne Rap-Elemente.
Uncle Kracker wurde vorgeworfen, in einem Nachtclub am 17. August 2007 eine 26-jährige Frau sexuell belästigt zu haben. Er bekannte sich am 28. September 2007 schuldig. Die Anklage wurde von sexueller Belästigung auf Belästigung herabgestuft. Das Gericht in Wake County verurteilte den Sänger zu 12 Monaten auf Bewährung und zu einer Geldstrafe von 1500 US-Dollar, außerdem musste er sich einer Alkohol-Therapie unterziehen.
Shafer war von 1998 bis 2013 mit seiner Jugendliebe, Melanie Haas, verheiratet. Sie haben drei Töchter.

## Diskografie

### Studioalben
| Jahr | Titel                | Höchstplatzierung, Gesamtwochen, AuszeichnungChartplatzierungen (Jahr, Titel, Platzierungen, Wochen, Auszeichnungen, Anmerkungen) | Höchstplatzierung, Gesamtwochen, AuszeichnungChartplatzierungen (Jahr, Titel, Platzierungen, Wochen, Auszeichnungen, Anmerkungen) | Höchstplatzierung, Gesamtwochen, AuszeichnungChartplatzierungen (Jahr, Titel, Platzierungen, Wochen, Auszeichnungen, Anmerkungen) | Höchstplatzierung, Gesamtwochen, AuszeichnungChartplatzierungen (Jahr, Titel, Platzierungen, Wochen, Auszeichnungen, Anmerkungen) | Höchstplatzierung, Gesamtwochen, AuszeichnungChartplatzierungen (Jahr, Titel, Platzierungen, Wochen, Auszeichnungen, Anmerkungen) | Anmerkungen                              |
| Jahr | Titel                | DE | AT | CH | UK | US | Anmerkungen                              |
| ---- | -------------------- | --- | --- | --- | --- | --- | ---------------------------------------- |
| 2000 | Double Wide          | DE3 (8 Wo.)DE | AT5 (13 Wo.)AT | CH13 (12 Wo.)CH | UK40 (4 Wo.)UK | US7 ×2Doppelplatin · (49 Wo.)US                                                                                                   | Erstveröffentlichung: Juni 2000          |
| 2002 | No Stranger to Shame | DE92 (1 Wo.)DE | AT70 (3 Wo.)AT | — | — | US43 Gold · (41 Wo.)US | Erstveröffentlichung: 27. August 2002    |
| 2004 | Seventy Two & Sunny  | — | — | — | — | US39 (8 Wo.)US | Erstveröffentlichung: 29. Juni 2004      |
| 2009 | Happy Hour           | — | — | — | — | US38 (8 Wo.)US | Erstveröffentlichung: 15. September 2009 |
| 2012 | Midnight Special     | — | — | — | — | — | Erstveröffentlichung: 18. November 2012  |

### Kompilationen
- 2018: An Introduction to Uncle Kracker

### EPs
| Jahr | Titel                                     | Höchstplatzierung, Gesamtwochen, AuszeichnungChartsChartplatzierungen (Jahr, Titel, Platzierungen, Wochen, Auszeichnungen, Anmerkungen) | Anmerkungen                         |
| Jahr | Titel                                     | US | Anmerkungen                         |
| ---- | ----------------------------------------- | --- | ----------------------------------- |
| 2010 | Happy Hour: The South River Road Sessions | US66 (15 Wo.)US | Erstveröffentlichung: 22. Juni 2010 |

### Singles
| Jahr | Titel Album                            | Höchstplatzierung, Gesamtwochen, AuszeichnungChartplatzierungen (Jahr, Titel, Album, Platzierungen, Wochen, Auszeichnungen, Anmerkungen) | Höchstplatzierung, Gesamtwochen, AuszeichnungChartplatzierungen (Jahr, Titel, Album, Platzierungen, Wochen, Auszeichnungen, Anmerkungen) | Höchstplatzierung, Gesamtwochen, AuszeichnungChartplatzierungen (Jahr, Titel, Album, Platzierungen, Wochen, Auszeichnungen, Anmerkungen) | Höchstplatzierung, Gesamtwochen, AuszeichnungChartplatzierungen (Jahr, Titel, Album, Platzierungen, Wochen, Auszeichnungen, Anmerkungen) | Höchstplatzierung, Gesamtwochen, AuszeichnungChartplatzierungen (Jahr, Titel, Album, Platzierungen, Wochen, Auszeichnungen, Anmerkungen) | Anmerkungen                                                            |
| Jahr | Titel Album                            | DE | AT | CH | UK | US | Anmerkungen                                                            |
| ---- | -------------------------------------- | --- | --- | --- | --- | --- | ---------------------------------------------------------------------- |
| 2001 | Follow Me Double Wide                  | DE1 Gold · (21 Wo.)DE | AT1 Gold · (21 Wo.)AT | CH3 (20 Wo.)CH | UK3 Platin · (25 Wo.)UK | US5 (33 Wo.)US | Erstveröffentlichung: 20. Februar 2001 Verkäufe: + 1.034.000           |
| 2001 | Yeah, Yeah, Yeah Double Wide           | DE70 (3 Wo.)DE | — | — | — | — | Erstveröffentlichung: 23. Oktober 2001                                 |
| 2002 | In a Little While No Stranger To Shame | DE72 (4 Wo.)DE | AT39 (9 Wo.)AT | CH37 (12 Wo.)CH | — | US59 (20 Wo.)US | Erstveröffentlichung: 17. September 2002                               |
| 2003 | Drift Away No Stranger To Shame        | — | — | — | — | US9 (35 Wo.)US | Erstveröffentlichung: 17. März 2003 feat. Dobie Gray                   |
| 2004 | When The Sun Goes Down                 | — | — | — | — | US26 ×3Dreifachplatin · (20 Wo.)US | Erstveröffentlichung: 2. Februar 2004 Kenny Chesney feat. Uncle Kraker |
| 2009 | Smile Happy Hour                       | DE47 (3 Wo.)DE | AT31 (17 Wo.)AT | — | — | US31 ×3Dreifachplatin · (33 Wo.)US | Erstveröffentlichung: 13. Juli 2009                                    |

Weitere Singles
- 2003: Memphis Soul Song
- 2004: Rescue
- 2004: Writing It Down
- 2010: Good to Be Me (feat. Kid Rock)
- 2011: My Hometown
- 2012: Nobody’s Sad on a Saturday Night
- 2013: Blue Skies
- 2014: Endlessly
- 2018: Floatin‘

## Auszeichnungen für Musikverkäufe
| Goldene Schallplatte - Australien - 2001: für das Album Double Wide - Dänemark - 2001: für die Single Follow Me - Kanada - 2011: für die Single Smile | Platin-Schallplatte - Australien - 2001: für die Single Follow Me - 2010: für die Single Smile - Kanada - 2001: für das Album Double Wide - Neuseeland - 2022: für die Single Drift Away - Schweden - 2001: für die Single Follow Me 2× Platin-Schallplatte - Neuseeland - 2022: für die Single Follow Me |

Anmerkung: Auszeichnungen in Ländern aus den Charttabellen bzw. Chartboxen sind in ebendiesen zu finden.
| Land/RegionAuszeichnungen für Musikverkäufe (Land/Region, Auszeichnungen, Verkäufe, Quellen) | Gold     | Platin       | Verkäufe  | Quellen              |
| -------------------------------------------------------------------------------------------- | -------- | ------------ | --------- | -------------------- |
| Australien (ARIA)                                                                            | Gold1    | 2× Platin2   | 175.000   | aria.com.au          |
| Dänemark (IFPI)                                                                              | Gold1    | —            | 4.000     | Einzelnachweise      |
| Deutschland (BVMI)                                                                           | Gold1    | —            | 250.000   | musikindustrie.de    |
| Kanada (MC)                                                                                  | Gold1    | Platin1      | 140.000   | musiccanada.com      |
| Neuseeland (RMNZ)                                                                            | —        | 3× Platin3   | 90.000    | radioscope.co.nz     |
| Österreich (IFPI)                                                                            | Gold1    | —            | 20.000    | ifpi.at              |
| Schweden (IFPI)                                                                              | —        | Platin1      | 30.000    | sverigetopplistan.se |
| Vereinigte Staaten (RIAA)                                                                    | Gold1    | 8× Platin8   | 8.500.000 | riaa.com             |
| Vereinigtes Königreich (BPI)                                                                 | —        | Platin1      | 600.000   | bpi.co.uk            |
| Insgesamt                                                                                    | 6× Gold6 | 16× Platin16 |           |                      |